# Municipio de Liberty (condado de Shelby)
El municipio de Liberty (en inglés: Liberty Township) es un municipio ubicado en el condado de Shelby en el estado estadounidense de Indiana. En el año 2010 tenía una población de 1772 habitantes y una densidad poblacional de 29 personas por km².

## Geografía
El municipio de Liberty se encuentra ubicado en las coordenadas 39°28′33″N 85°39′34″O / 39.47583, -85.65944. Según la Oficina del Censo de los Estados Unidos, el municipio tiene una superficie total de 61.1 km², de la cual 61,07 km² corresponden a tierra firme y (0,05 %) 0,03 km² es agua.

## Demografía
Según el censo de 2010, había 1772 personas residiendo en el municipio de Liberty. La densidad de población era de 29 hab./km². De los 1772 habitantes, el municipio de Liberty estaba compuesto por el 98,59 % blancos, el 0,06 % eran afroamericanos, el 0,06 % eran amerindios, el 0,11 % eran asiáticos, el 0,34 % eran de otras razas y el 0,85 % eran de una mezcla de razas. Del total de la población el 0,85 % eran hispanos o latinos de cualquier raza.